# Exoprosopa schmidti
Exoprosopa schmidti är en tvåvingeart som beskrevs av Karsch 1888. Exoprosopa schmidti ingår i släktet Exoprosopa och familjen svävflugor. Inga underarter finns listade i Catalogue of Life.